# Podolnica
Podolnica este o localitate din comuna Horjul, Slovenia, cu o populație de 201 locuitori.